# Friedrich-Loeffler-Institut
Das Friedrich-Loeffler-Institut (FLI) ist das Bundesforschungsinstitut für Tiergesundheit: Gegründet wurde es 1910 von dem Bakteriologen und Mediziner Friedrich Loeffler; seinen Hauptsitz hat es auf der zur Hansestadt Greifswald gehörenden Insel Riems. 1952 wurde es nach seinem Gründer benannt.

## Aufgaben

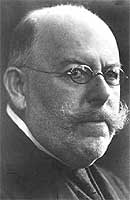
Friedrich Loeffler (1852–1915)

Das FLI ist eine selbstständige Bundesoberbehörde des Bundesministeriums für Ernährung und Landwirtschaft. Es erforscht vornehmlich die Infektionskrankheiten von landwirtschaftlichen Nutztierarten sowie angrenzende Wissenschaften, unter anderem Molekularbiologie, Virusdiagnostik, Immunologie und Epidemiologie. Hinzu kommen klassische Themen der Tiergesundheit wie Tierernährung, Nutztiergenetik sowie Tierschutz und Tierhaltung. Das Tierseuchengesetz und das Gentechnikgesetz weisen dem Institut spezielle Aufgaben der Überwachung und Forschung zu. Das Institut publiziert seine Forschungsergebnisse international und arbeitet mit anderen nationalen und internationalen Wissenschaftlern und Instituten zusammen.
Das Friedrich-Loeffler-Institut beherbergt über 80 Nationale Referenzlaboratorien (NRL) für anzeigepflichtige Tierseuchen und meldepflichtige Tierkrankheiten, ferner ist es Collaborating Centre for Zoonoses in Europe der Weltorganisation für Tiergesundheit (OIE).
Zum 1. Januar 2008 sind drei Institute der Bundesforschungsanstalt für Landwirtschaft angegliedert worden. Auf der Insel Riems ist ein modernes Tiergesundheitsforschungsinstitut entstanden, wofür neue Hochsicherheitslabore der Biologischen Schutzstufe 4 für die Arbeit auch an für den Menschen hochansteckenden Viren errichtet wurden.

## Standorte und Organisation
Die Forschungseinrichtung gliedert sich gegenwärtig in zwölf Institute an insgesamt fünf Standorten in Deutschland. Präsidentin und Leiterin des Institutes ist Christa Kühn.
- Insel Riems
  - Institut für Infektionsmedizin (IMED)
  - Institut für molekulare Virologie und Zellbiologie (IMVZ)
  - Institut für Virusdiagnostik (IVD)
  - Institut für neue und neuartige Tierseuchenerreger (INNT)
  - Institut für Immunologie (IfI)
  - Institut für Epidemiologie (IfE)
  - Institut für internationale Tiergesundheit/One Health (IITG)
  - Abteilung für experimentelle Tierhaltung und Biosicherheit (ATB)
- Braunschweig
  - Institut für Tierernährung (ITE)
- Celle
  - Institut für Tierschutz und Tierhaltung (ITT)
- Jena
  - Institut für bakterielle Infektionen und Zoonosen (IBIZ)
  - Institut für molekulare Pathogenese (IMP)
- Mariensee
  - Institut für Nutztiergenetik (ING)

## Geschichte

### Hauptsitz Riems

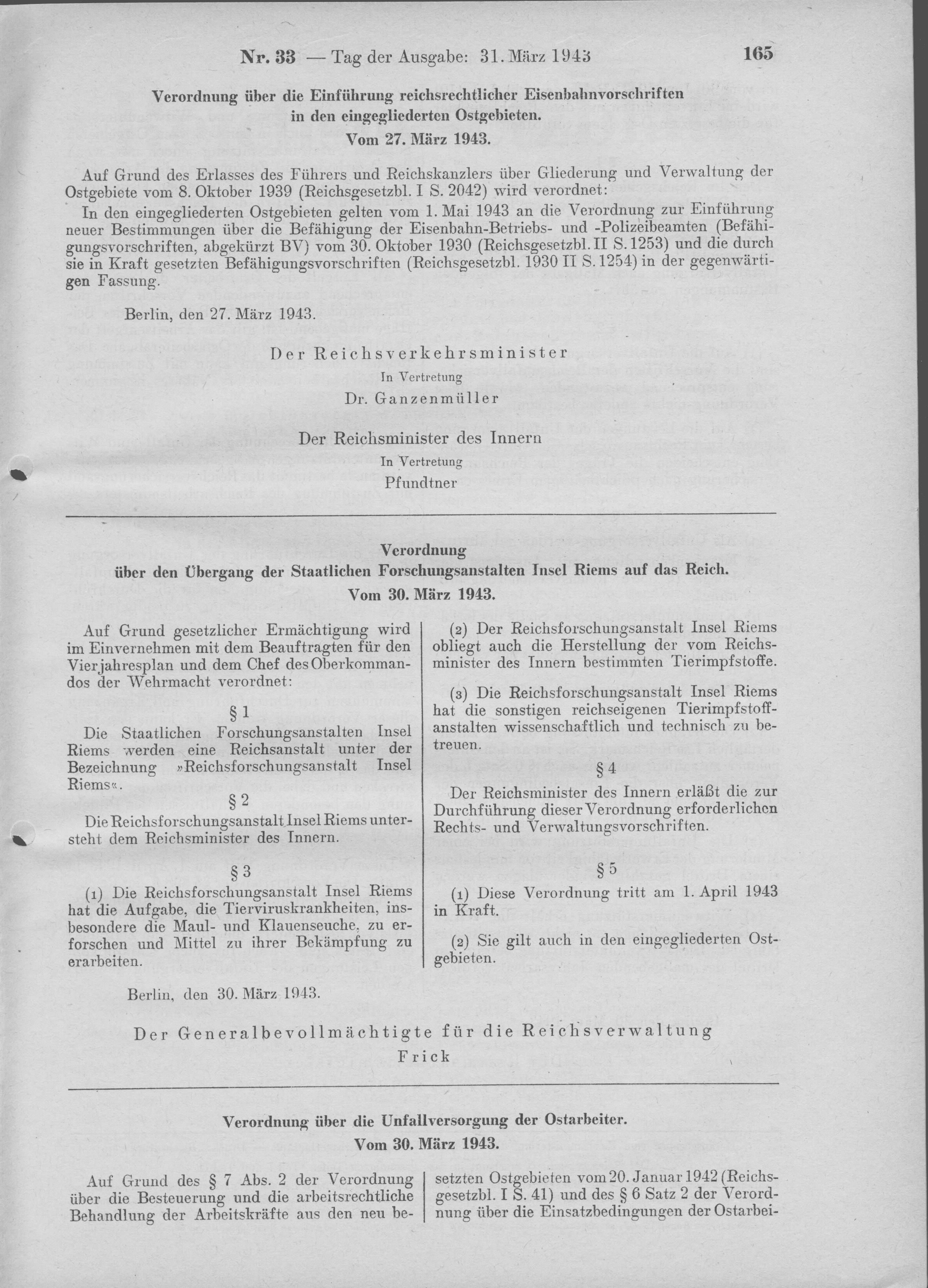
Verordnung über den Übergang der Staatlichen Forschungsanstalten Insel Riems auf das Reich vom 30. März 1943

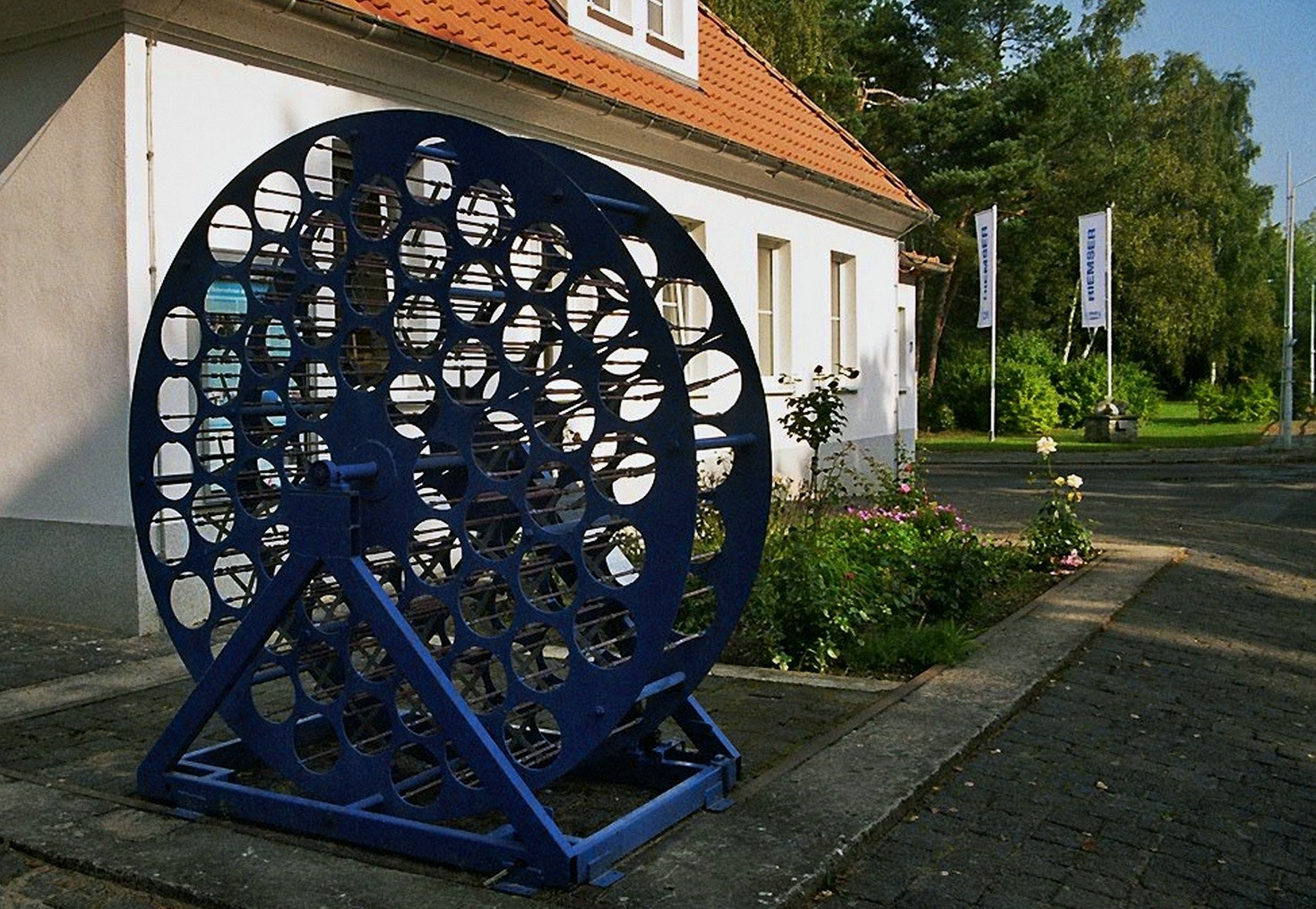
Eine Eigenentwicklung des FLI: Rollenrad für die Impfstoffproduktion, von 1975 bis 1995 in Gebrauch

Friedrich Loeffler (1852–1915), Lehrstuhlinhaber für Hygiene an der Universität Greifswald, beschrieb 1898 als erster den Erreger der Maul- und Klauenseuche (MKS). Seine weiteren Forschungen und Experimente über die MKS führten mehrmals zur Ausbreitung des Virus in der Umgebung von Greifswald. Deswegen wurde er von staatlicher Seite aufgefordert, eine neue Stätte für seine Untersuchungen zu finden. Nachdem im Jahre 1909 die preußische Regierung die Insel Riems erworben hatte, gründete Loeffler 1910 auf der in der Nähe von Greifswald gelegenen Insel das weltweit erste virologische Forschungsinstitut. Die Station bestand damals im Wesentlichen aus Stallräumen für zwölf Rinder und einige Schweine, einem Laboratorium von etwa 20 m² Raumgröße und einigen kleinen Nebenräumen sowie ein paar Wohnräumen für Institutsdiener. Zu Friedrich Loefflers Team gehörte auch Paul Uhlenhuth. Die einzige Verbindung vom Festland stellte anfangs der Dampfer Loeffler dar. Später kam eine Drahtseilbahn dazu, die auch im Winter bei zugefrorenem Wasser den Verkehr für Menschen und Materialien sicherte.
1913 wurde Loeffler an das Robert Koch-Institut in Berlin berufen, die Forschungen auf dem Riems versiegten und wurden im Ersten Weltkrieg schließlich eingestellt. Erst 1919 wurde der Tierarzt Otto Waldmann damit betraut, die Forschungen von Loeffler an der MKS weiterzuführen. Im Jahre 1920 entdeckten die Forscher auf der Insel Riems die Empfänglichkeit des Meerschweinchens für das Virus der MKS. Durchschnittlich wurden 6000 Meerschweinchen auf sogenannten Meerschweinchen-Böden untergebracht, und im Jahr belief sich der Gesamtbedarf auf ca. 70.000 Meerschweinchen. Das Meerschweinchen zeigte eine vorzügliche Eignung für die Übertragung der Seuche. Es war zudem billiger als die kostspieligen Versuche mit Rindern und Schweinen, die auch nur mühsam zu beschaffen waren. Die wichtigste Aufgabe des Institutes war es, einen Impfstoff für die Krankheit zu finden. 1938 bis 1940 wurde ein erster Impfstoff zur Bekämpfung eines MKS-Ausbruches verwendet. 1956 schuf Hans Prütz für Riemserort ein steinernes Meerschweinchen-Denkmal, mit dem die Bedeutung dieses Versuchstiers für die Forschung gewürdigt werden sollte.
Von 1942 bis 1948 arbeitete Erich Traub als Labordirektor der Reichsforschungsanstalt für Viruskrankheiten der Tiere, ab 1943 wurde das Institut als „Reichsforschungsanstalt Insel Riems“ direkt dem Reich unterstellt. Leiter des Institut war von 1920 bis 1948 Otto Waldmann, der nach Kurt Blome und Leonardo Conti (Leiter des Hauptamtes für Volksgesundheit), direkt Reichsführer SS Heinrich Himmler unterstand. Waldmann, Traub und Hanns-Christoph Nagel arbeiteten während dieser Zeit u. a. an biologischer Kriegsführung.
Nach dem Ende des Zweiten Weltkrieges entzog man im Zuge der Reparationsleistungen dem Institut die Ausstattung fast vollständig. Allerdings nahm das Institut Ende 1945 seine Arbeit wieder auf, denn die MKS breitete sich erneut aus. Ab 1948 leitete Heinz Röhrer die „Forschungsanstalt für Tierseuchen Insel Riems“. Nach Gründung der DDR übernahm die Akademie der Landwirtschaftswissenschaften die Verantwortung für das Institut. 1952 benannte man das Institut nach Loeffler, der in diesem Jahr 100 Jahre alt geworden wäre. In den folgenden Jahren forschte das Institut an der MKS, an der Afrikanische Schweinepest, an Geflügelseuchen und an weiteren Krankheiten von Nutztieren. Ab 1985 gehörte das Institut zum Kombinat Veterinärimpfstoffe.
Da die Expertise der Forschungseinrichtung nach der Teilung Deutschlands der Bundesrepublik nicht mehr zur Verfügung stand, wurde 1952 die Errichtung der „Bundesforschungsanstalt für Viruskrankheiten der Tiere“ (BFAV) in Tübingen beschlossen. 1992 wurde das Institut neu als Teil der Bundesforschungsanstalt für Viruskrankheiten der Tiere (BFAV) gegründet. 1997 wurde der Standort Riems zum Hauptsitz der Forschungsanstalt.
Seit dem Inkrafttreten der 3. Änderung des Tierseuchengesetzes am 26. Juni 2004 wurde die damalige Bundesforschungsanstalt für Viruskrankheiten der Tiere umbenannt in Friedrich-Loeffler-Institut (FLI) und trägt seitdem die Zusatzbezeichnung Bundesforschungsinstitut für Tiergesundheit.
Bis 2010, dem 100. Gründungsjubiläum des Instituts, wurde das FLI zum modernsten Tierseuchenforschungsinstitut Europas ausgebaut. Für ca. 260 Millionen Euro entstanden neue Labore und Ställe. In den Laboren mit der weltweiten höchsten biologischen Schutzstufe (BSL-4) kann auch an den gefährlichsten Viren gearbeitet und geforscht werden. Die Grundsteinlegung fand am 30. Oktober 2008 u. a. im Beisein von Staatssekretär Gert Lindemann, Ministerpräsident Erwin Sellering und dem Greifswalder Oberbürgermeister Arthur König statt. Am 4. September 2009 wurde das Richtfest gefeiert. Der Neubau wurde im Jahr 2011 durch eine Arbeitsgemeinschaft verschiedener Unternehmen vollendet.
Auf der Insel Riems arbeiten etwa 450 Beschäftigte.
Der Standort Tübingen wurde zum Jahresende 2011 geschlossen und zog auf die Insel. Aus Wusterhausen/Dosse wurden das Institut für Epidemiologie auf die Insel Riems und die Referenzlabore nach Greifswald und Jena verlagert und der dortige Standort zum Jahresende 2013 geschlossen. Mariensee wird ebenfalls ausgebaut und soll am künftigen Standort Mecklenhorst/Mariensee die Einrichtungen aus Celle und Braunschweig aufnehmen.
Von Anfang 2012 bis Ende 2013 wurde im Rahmen der dritten Baustufe das Karree saniert, dabei wurde das denkmalgeschützte Hauptgebäude rekonstruiert und drei weitere Gebäudeflügel abgerissen und neu errichtet. 300 Millionen Euro aus dem Bundeshaushalt wurden investiert. Anfang 2020 nahm das neu gegründete Institut für Internationale Tiergesundheit/One Health seine Arbeit auf.

### Braunschweig
Bereits 1948 wurde das Institut für Tierernährung als eines der ersten Institute der neuen Forschungsanstalt für Landwirtschaft (FAL) in Braunschweig-Völkenrode gegründet. Seit den Anfängen wird auf den Gebieten Ernährungs- und Stoffwechselphysiologie, Futtermittelkunde und -bewertung geforscht. In den ersten Jahr(zehnt)en standen der effektive Einsatz von Futtermitteln und die Leistungssteigerung der landwirtschaftlichen Nutztiere zur Sicherung ausreichender Nahrungsmittel im Mittelpunkt. Im Jahr 1966 wurde die FAL – und mit ihr das Institut für Tierernährung – in die Bundesforschung, und zwar in das Bundesministerium für Landwirtschaft, eingegliedert. Damit gewann die Beratung der Bundesregierung an Bedeutung.
Durch die schnelle Steigerung der Produktion in der Landwirtschaft veränderten sich die Fragestellungen – Wettbewerbsfähigkeit und Rationalisierung rückten in den Vordergrund. In der Tierernährung wurden zunehmend industriell hergestellte Mischfutter und wachstumsfördernde Substanzen eingesetzt und entsprechend untersucht. Die Schwerpunkte verlagerten sich im Laufe der Zeit weg von der Thematik der Grundsicherung mit Nahrungsmitteln hin zu verbesserten Kenntnissen über den Nährstoffbedarf landwirtschaftlicher Nutztiere. Neue und weniger gebräuchliche Futtermittel, unkonventionelle Gewinnungsverfahren und Recyclingprozesse sowie Forschungsarbeiten über Zusatzstoffe und Schadstoffe erweiterten das Forschungsspektrum.
Heute zielt die Forschung des Instituts für Tierernährung auf die effektive Umwandlung von Futtermitteln bzw. Futterinhaltsstoffen in qualitativ hochwertige und sichere Lebensmittel oder andere tierische Leistungen. Hierbei werden sowohl ökonomische, ökologische und ethische Aspekte als auch die Tiergesundheit berücksichtigt.
Seit der Neuordnung der Ressortforschung im Geschäftsbereich des Bundesministeriums für Ernährung, Landwirtschaft und Verbraucherschutz (BMELV) zum 1. Januar 2008 gehört das Institut für Tierernährung in Braunschweig zum Friedrich-Loeffler-Institut.

### Celle
In Celle arbeitete vom 1. April 1935 bis 31. März 1938 die staatlich anerkannte Versuchs- und Forschungsanstalt für Seidenbau als Teil der staatlich anerkannten Institute für Bienenzucht und Seidenbau sowie Kleintierhaltung (Rechtsträger: Oberpräsident der Provinz Hannover bzw. Verwaltung des Provinzialverbandes Hannover). Diese erhielt vom Reichs- und Preußischen Minister für Ernährung und Landwirtschaft und dem Reichsnährstand die Aufgabe der „wissenschaftlichen Betreuung des deutschen Seidenbaues, soweit der Maulbeerspinner (Bombyx mori) in allen seinen Stadien als Objekt der Forschung zu gelten hat“. Aus dieser Aufgabenstellung ergab sich die „Bearbeitung sämtlicher Fragen der Biologie, Physiologie, Genetik, Pathologie und der praktischen Zucht des Maulbeerseidenspinners sowie der Technologie (Physik und Chemie) der Seide“. Zum 1. April 1938 wurde die Forschungseinrichtung zur „Reichsanstalt für Seidenbau“.
Ab 1942 wurden die Forschungsaufgaben auf weitere Bereiche der Kleintierzucht ausgedehnt und der Name am 30. November 1942 in „Reichsforschungsanstalt für Kleintierzucht“ geändert. 1948–1950 erhielt diese die Interimsbezeichnung „Zentralforschungsanstalt für Kleintierzucht“ und wurde 1950 dem Bundesministerium für Ernährung, Landwirtschaft und Forsten als „Bundesforschungsanstalt für Kleintierzucht“ zugeordnet. Die Arbeitsschwerpunkte lagen zunächst auf Züchtung, Haltung und Fütterung von Kleintieren sowie Krankheiten und Schädlingen bei Kleintieren. Im Laufe der 1960er Jahre konzentrierte sich die Forschung auf Geflügelforschung, da sich die Geflügelhaltung zu einem wichtigen Betriebszweig der Landwirtschaft entwickelte.
Am 2. Juli 1974 wurde die Anstalt in Celle als Institut für Kleintierzucht in die Forschungsanstalt für Landwirtschaft (FAL) des Bundesministeriums für Landwirtschaft eingegliedert. Leiterin des Instituts ab 1976 war Rose-Marie Wegner (* 1924), außerplanmäßige Professorin der Universität Bonn. Das Institut bearbeitete weiterhin vorrangig Fragen zur Geflügelproduktion. Ab dem 1. Juli 1992 führte es den Namen „Institut für Kleintierforschung der FAL-Braunschweig“. Mitte 2002 wurde daraus das „Institut für Tierschutz und Tierhaltung“ der FAL. Arbeitsschwerpunkt des Instituts ist seitdem, im Sinne der nachhaltigen Verbesserung Haltungsverfahren für landwirtschaftliche Nutztiere im Hinblick auf Verhaltensgerechtheit und Tiergesundheit weiterzuentwickeln. Hierbei werden Aspekte wie Transport sowie Betäuben und Töten beim Schlachten berücksichtigt.
Seit der Neuordnung der Ressortforschung im Geschäftsbereich des Bundesministeriums für Ernährung, Landwirtschaft und Verbraucherschutz (BMELV) zum 1. Januar 2008 gehört das Institut in Celle zum Friedrich-Loeffler-Institut.

### Jena

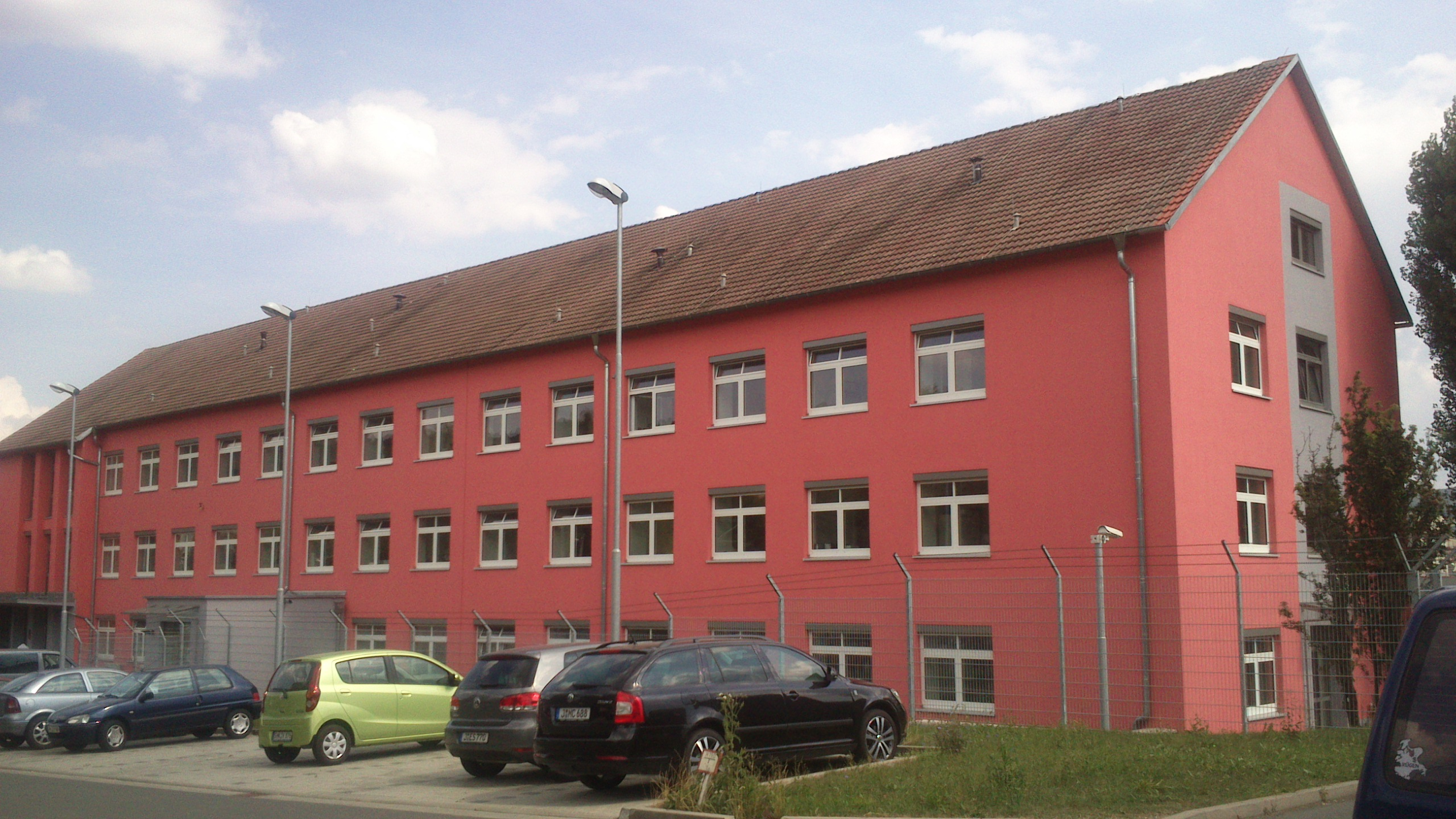
Institut für bakterielle Infektionen und Zoonosen

Am 1. Juli 1954 wurde das Institut für bakterielle Tierseuchenforschung (ITSF) der Deutschen Akademie der Landwirtschaftswissenschaften gegründet. Die strukturelle Gliederung der Einrichtung wurde wiederholt den steigenden Anforderungen angepasst, die sowohl aus dem wissenschaftlichen Fortschritt als auch aus dem Bedarf der veterinärmedizinischen Praxis resultierten. Neben Abteilungen bzw. Fachgebieten für die Grundlagenfächer mit ihrer jeweiligen methodischen Ausrüstung wie Bakteriologie und Serologie, Virologie, Mykologie, Pathologie und Histologie (einschließlich Elektronenmikroskopie), Pathophysiologie, Immunologie und Biochemie entstanden auch Abteilungen wie Radiochemie, Molekularbiologie/Gentechnik, Zell- und Gewebezucht sowie Biostatistik, die zunächst auf die Einführung spezieller Untersuchungsverfahren ausgerichtet waren. Die politische Wende und die deutsche Wiedervereinigung stellten auch für das Jenaer Institut einen entscheidenden Einschnitt dar. Wie alle wissenschaftlichen Einrichtungen der ehemaligen DDR wurde auch das Institut einer Evaluierung durch den Wissenschaftsrat unterzogen (29. Mai 1991). Dieser empfahl „das ITSF in Form einer Bundesforschungsanstalt für bakterielle Tierseuchen und Zoonosen im Geschäftsbereich des Bundesgesundheitsministeriums (BMG) weiterzuführen“. Schließlich wurde die Einrichtung ab 1. Januar 1992 als Fachbereich „Bakterielle Tierseuchen und Bekämpfung von Zoonosen“ in das Institut für Veterinärmedizin (Robert von Ostertag-Institut) des Bundesgesundheitsamtes übernommen. Nach dessen Auflösung ging der gesamte Personalbestand in das neu gegründete Bundesinstitut für gesundheitlichen Verbraucherschutz und Veterinärmedizin (BgVV) über (Zeitraum vom 1. Juli 1994 bis 31. Oktober 2002). Als Instituts- bzw. Fachbereichsleiter fungierten in dieser Zeit Horst Meyer (1990–1997) und Dietrich Schimmel (1997–2002).
Auch nach der im November 2002 erfolgten Eingliederung als Standort Jena in die Bundesforschungsanstalt für Viruskrankheiten der Tiere (BFAV) konnten wesentliche Teile der angestammten Arbeitsfelder fortgeführt werden. Daneben wurden in verstärktem Maße an aktuellen Problemen orientierte Forschungsprojekte in Angriff genommen und neue Labormethoden eingearbeitet. Zu den schwerpunktmäßig bearbeiteten Erkrankungen gehören mittlerweile eine Reihe wichtiger Zoonosen, wie z. B. die Salmonellose, Campylobacteriose, Tuberkulose sowie Chlamydiosen.

### Mariensee

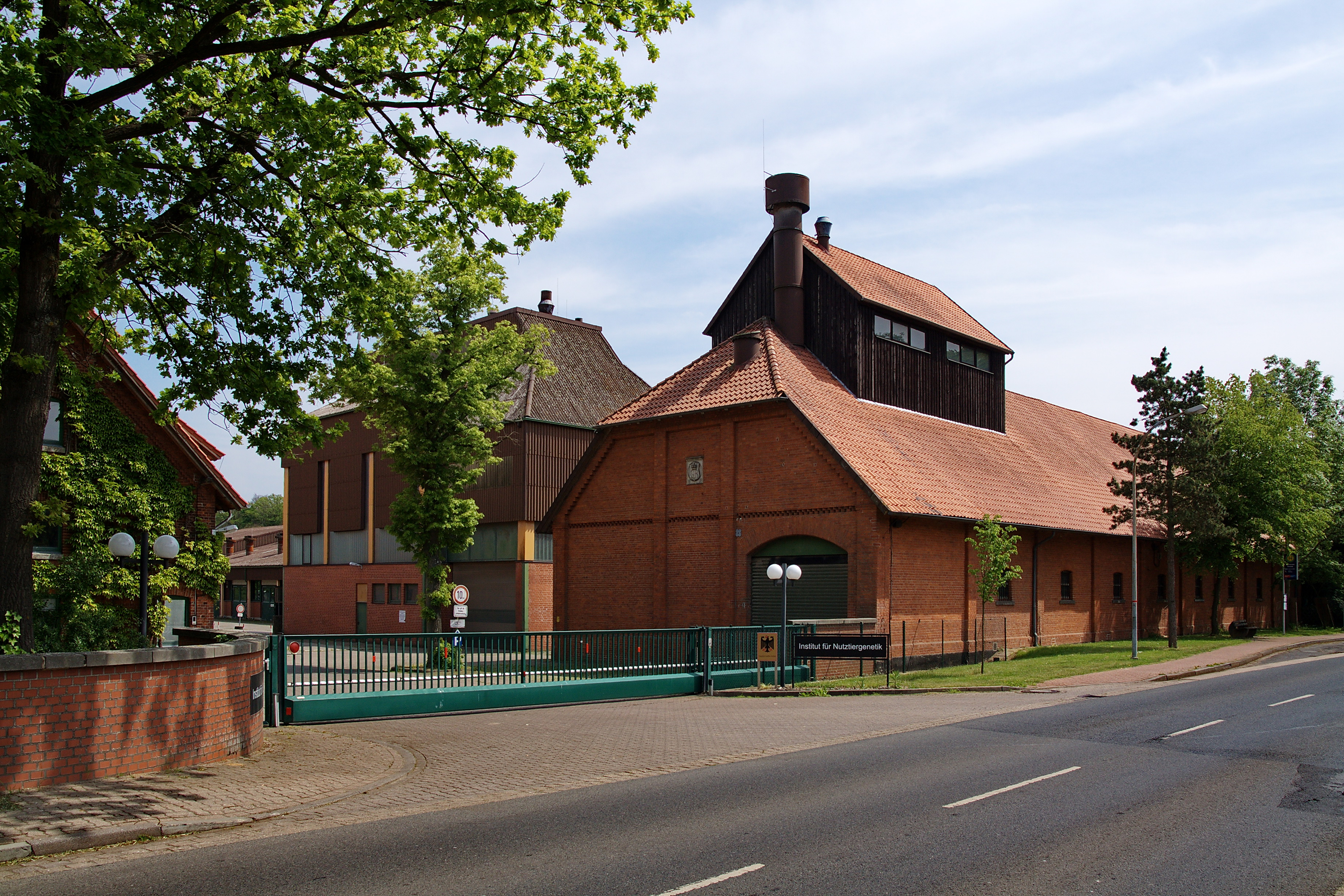
Institut für Nutztiergenetik in Mariensee

Auf dem Gutsbetrieb des Klosters Mariensee in Neustadt am Rübenberge wurde um 1896 ein Remonteamt gegründet, wo junge Pferde für den Militärdienst ausgebildet wurden. Seit 1946 wird dort Tierzuchtforschung betrieben. Die Entwicklung der Forschungseinrichtung begann mit dem Anpachten des Klostergutes, um dort die Arbeiten des 1939 in Dummerstorf bei Rostock gegründeten „Kaiser-Wilhelm-Institutes für Tierzuchtforschung“ nach Ende des Zweiten Weltkriegs weiterzuführen. Das Dummerstorfer Institut wurde zum „Forschungszentrum für Tierproduktion“ der Akademie für Landwirtschaftswissenschaften in der ehemaligen DDR und nach der deutschen Wiedervereinigung als „Forschungsinstitut für die Biologie landwirtschaftlicher Nutztiere“ zugeordnet.
In der Gründungssitzung der Max-Planck-Gesellschaft im Februar 1948 bekam die Einrichtung in Mariensee den Namen „Max-Planck-Institut (MPI) für Tierzucht und Tierernährung“. Fast gleichzeitig wurden das bundeseigene Remonteamt im Nachbardorf Mecklenhorst sowie die Güter Trenthorst und Wulmenau in Schleswig-Holstein in das Institut integriert. Im Jahre 1974 erfolgte die Angliederung an die Bundesforschungsanstalt für Landwirtschaft (FAL) mit Hauptsitz in Braunschweig-Völkenrode als „Institut für Tierzucht und Tierverhalten“ und damit in die Ressortforschung des Bundesministeriums für Ernährung, Landwirtschaft und Verbraucherschutz (BMELV).
Mit der Neuordnung der Ressortforschung des BMELV und der damit verbundenen Auflösung der FAL wurde das Marienseer Institut als „Institut für Nutztiergenetik“ am 1. Januar 2008 dem Friedrich Loeffler Institut (FLI) zugeordnet. In den nächsten Jahren sollen die baulichen Voraussetzungen geschaffen werden, um die FLI-Institute in Celle und Braunschweig am Standort Mariensee aufzunehmen. Aktuell gliedert sich das Institut in drei Forschungsbereiche, eine Arbeitsgruppe sowie die Versuchsstation und die Verwaltung.

### Tübingen

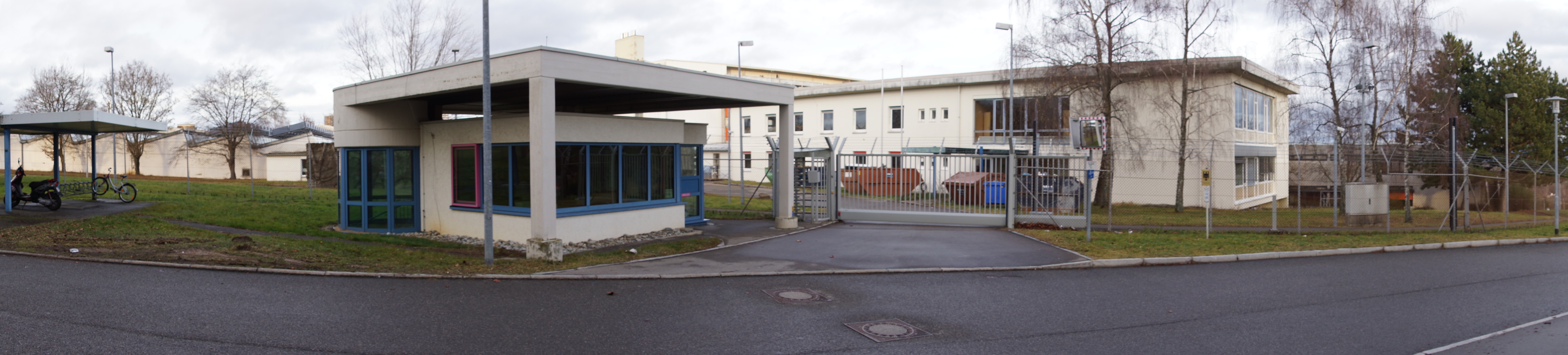
Ehemaliges Friedrich-Loeffler-Institut in Tübingen

Die Errichtung der Bundesforschungsanstalt für Viruskrankheiten der Tiere (BFAV) in Tübingen wurde 1952 beschlossen, nachdem die ehemalige Reichsforschungsanstalt auf der Insel Riems nach der Teilung Deutschlands der Bundesrepublik nicht mehr zur Verfügung stand. Aktueller Anlass für den Beschluss war der ungewöhnlich heftige MKS-Seuchenzug in den Jahren von 1950 bis 1952, der der landwirtschaftlichen Tierhaltung schwere Verluste zugefügt hatte. Erich Traub, der von der Insel Riems kam und zu jener Zeit gerade in den USA arbeitete, wurde mit dem Aufbau und der Leitung der Forschungsanstalt beauftragt, deren Aufgaben nicht auf die MKS-Forschung beschränkt, sondern vorausschauend auf andere virusbedingte Tierkrankheiten ausgedehnt wurden. Dass die Wahl des Standortes auf Tübingen fiel, lag nicht zuletzt daran, dass dort bereits das Max-Planck-Institut für Virusforschung ansässig war.
Von 1991 bis 1993 wurde die BFAV kommissarisch von Heinz-Jürgen Thiel und von 1993 bis 1995 von Volker Moennig geleitet. Ihm folgte 1995 Thomas C. Mettenleiter auf der Insel Riems als Präsident der Bundesforschungsanstalt. 1997 wurde dann die Insel Riems Hauptsitz der Bundesforschungsanstalt. Zum 31. Dezember 2011 wurde der Standort Tübingen geschlossen. Das zuletzt dort arbeitende Institut für Immunologie setzt seine Arbeit am Hauptstandort Insel Riems fort.

### Wusterhausen
Zunächst war Wusterhausen seit 1962 Standort einer Bezirkstierklinik. 1971 erhob man diese zu einem Bezirksinstitut für Veterinärwesen (BIV). Geforscht wurde an der Diagnostik von Krankheiten und an Futtermitteln. Da in der DDR aber keine epidemiologische Forschung betrieben wurde, entschloss man sich 1982, das Institut in ein Staatliches Institut für Epizootiologie und Tierseuchenbekämpfung (SIFET) umzuwandeln. Das Institut begann 1985 seine Arbeit und konzentrierte sich nur noch auf die Epidemiologie. Es war dem Ministerium für Land-, Forst- und Nahrungsgüterwirtschaft der DDR untergeordnet. In Wusterhausen waren 50 Mitarbeiter angestellt, davon 15 Wissenschaftler. 2014 wurde das Institut nach Greifswald an den Hauptsitz verlagert.

## Dauerausstellung

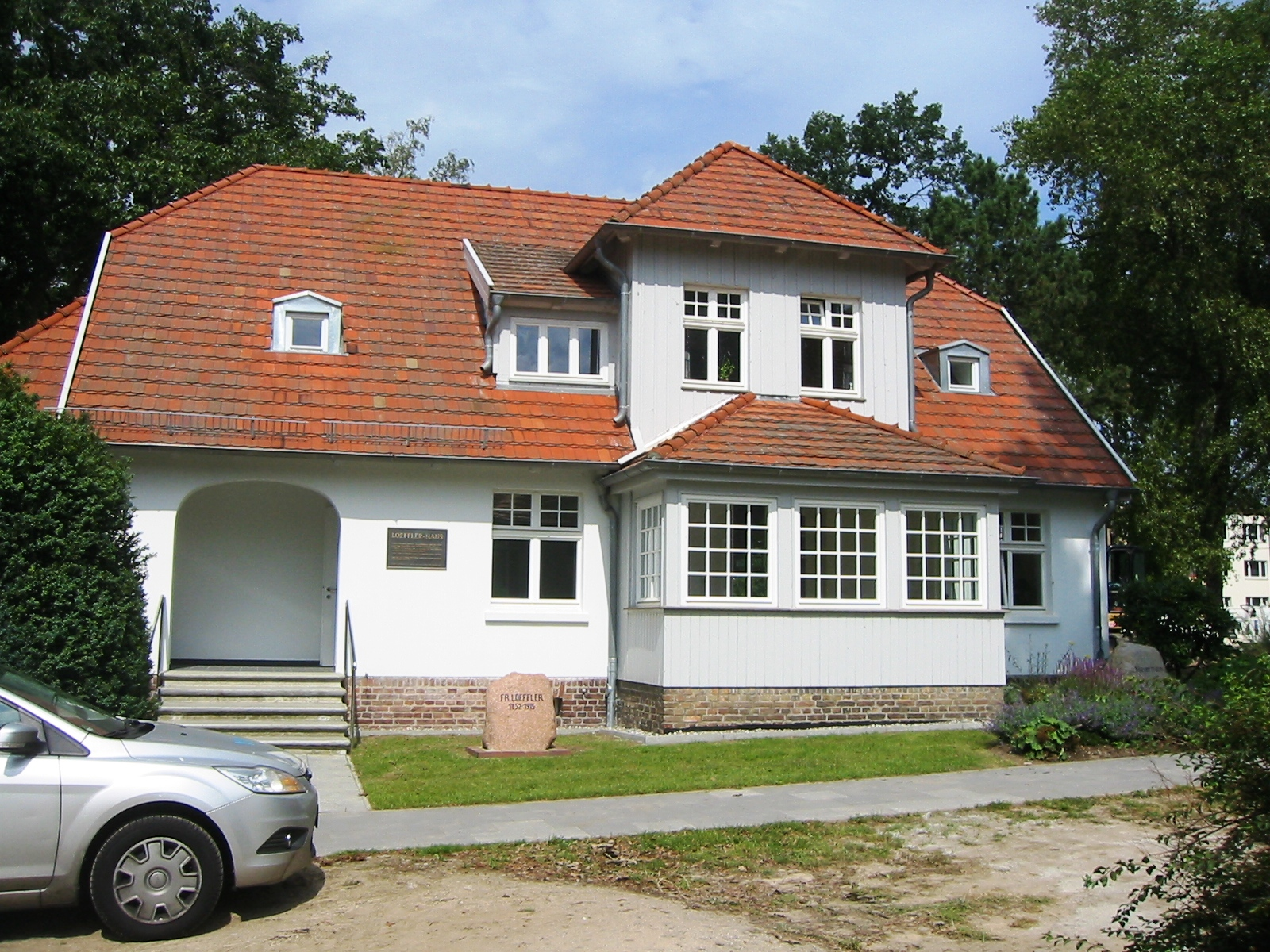
Loeffler-Haus auf der Insel Riems

Anlässlich des 100-jährigen Bestehens des Instituts wurde im Jahr 2010 auf der Insel im Loeffler-Haus eine Dauerausstellung eingerichtet. Sie umfasst handschriftliche Dokumente, Gegenstände aus dem Privatleben des Forschers sowie als Kernstück den von Heinrich Drake geschaffenen bronzenen Portraitkopf Loefflers. Weiterhin werden ein exemplarischer Arbeitstisch sowie Foto- und Filmmaterial gezeigt. Eine Informationswand zeigt die erfolgreich bekämpften Tierseuchen sowie Meilensteine der Institutsforschung. In einem Nebenraum kann anhand eines Zeitstrahls die Entwicklung der Insel nachvollzogen werden. Die Ausstellung kann nach vorheriger Absprache wochentags besichtigt werden.

## Publikationen
Seit dem Jahr 2000 gibt das FLI den Tiergesundheitsjahresbericht heraus und erfüllt damit eine im Tierseuchengesetz verankerte Verpflichtung.